# Caloptilia scaenica
Caloptilia scaenica là một loài bướm đêm thuộc họ Gracillariidae. Loài này sinh sống ở Madagascar.